# Елафониси
Елафо̀ниси (на гръцки: Ελαφονήσι) или Елафо̀нисос (Ελαφόνισος, в превод Еленски остров)) е малък гръцки остров в Средиземно Либийско море до южната част на западното крайбрежие на остров Крит. Островът заема площ от около 2 km2 и е необитаем. Административно островът принадлежи към община (дем) Кисамос, областна единица (нома) Ханя.
Елафониси е толкова близо до брега на Крит, че може да се достигне пеша като се преброди плитката вода при отлив и липса на вълни.  Островът е с дължина 1500 метра и средна ширина около 230 метра. 

## География
Остров Елафониси е разположен в Средиземно Либийско море, на около 100 – 150 метра от Крит. Средната височина на острова е 1,47 метра, а най-високата му точка е на 26 метра над морското равнище.
Островът е с дължина 1500 метра, максимална ширина 500 метра и е широк предимно 150 – 300 метра. Елафониси е предимно ниско разположена пясъчна земя, но западната част на острова е скалиста. На бреговете на острова има камъни. 
Елафониси е един от най-красивите цветни плажове в света, най-хубавият пясъчен плаж на остров Крит и вторият по големина плаж на западния му бряг. Той е класиран сред най-добрите плажове на 4 място в Гърция, на 9 място в Европа и на 28 място в света. Макар че е на необитаем остров, плажът има изградена комфортна инфраструктура: многоцветни чадъри, шезлонги, съблекални, душ кабини, ресторанти, магазини за сувенири и местен транспорт до него от май до октомври. Освен това плажът има отличителна черта – наградата „Син флаг“, която се присъжда на чисти, красиви и безопасни плажове. . Пясъкът на плажа е бял, но водата му придава розово-червен цвят.   
- Плажът на Елафониси, като се гледа от запад към Крит
- Розовият плаж на Елафониси

Елафониси е природен резерват по екологичната система „Натура 2000“ с размер 2,7175 квадратни километра. Природната зона на острова има уязвими екосистеми, които са засегнати от човешки дейности в района. Например, хората лагеруват на Елафониси, унищожават растения и замърсяват острова. През юни-юли 2500 души посещават Елафониси всеки ден. 

## История
Островът е известен с клането на гърците от турците във Великденската неделя, 24 април 1824 година. Над 700 души загиват, а няколкостотин са били продадени в робство . В памет на това на най-високата точка на острова е издигнат паметник с плоча.
На 22 февруари 1907 г. край бреговете на Елафониси се разбива пътническият кораб „Императрикс“ (на немски „SS Imperatrix“) на компанията „Австрийски Лойд“. При корабокрушението загиват 38 души. На мястото на катастрофата е издигнат мемориален кръст и е построен фар . По време на Втората световна война фарът е унищожен от германците. 